# María Gamarra de Hidalgo
María Gamarra de Hidalgo (Guayaquil, 13 de abril de 1846 – ibidem, 21 de mayo de 1916) fue una revolucionaria liberal ecuatoriana muy reconocida en su país por la defensa de la justicia social y de la democracia.

## Trayectoria
En 1866, Gamarra contrajo matrimonio con Eduardo Hidalgo Arbeláez, un joven que logró acrecentar su fortuna con la dedicación a las labores del campo. Su aspecto alto, rubio y de ojos azules era lo opuesto a Gamarra, de poca altura y con la nariz roma y ancha, por eso era conocida cariñosamente como la Ñata o la Ñata Gamarra, apodo que le acompañó hasta su muerte.
Gamarra dedicó su vida a la defensa de la justicia social y de la democracia. Ayudó a afianzar los postulados del liberalismo junto al presidente Eloy Alfaro. Participó en la lucha armada de Alfaro al igual que otra mujeres como la coronela guarandeña Joaquina Galarza, Leticia Montenegro de Durango y Felicia Solano de Vizuete (guarandeñas); Dolores Vela de Veintimilla, Sofía Moreira de Sabando, Rosa Villafuerte de Castillo (fluminense), Ana María Merchán Delgado (cuencana), Delia Montero Maridueña (hermana de Pedro Montero), coronela Filomena Chávez de Duque, Maclovia Lavayen (madre de César Borja Lavayen), Carmen Grimaldo, Teresa Andrade, Dolores Usubillaga, Juliana Pizarro, entre tantas mujeres que contribuyeron en el periodo insurreccional alfarista a la construcción de un Ecuador más democrático y justo.

## Reconocimientos
Por el Día del Maestro Ecuatoriano, se realizan rememoraciones por los natalicios tanto de Gamarra como ocurre con otros ecuatorianos destacados como el escritor Juan Montalvo y el académico y periodista Quintiliano Sánchez.